# Benthomangelia
Benthomangelia é um gênero de gastrópodes pertencente a família Mangeliidae.

## Espécies
- Benthomangelia abyssopacifica Sysoev, 1988[2]
- Benthomangelia antonia (Dall, 1881)[3]
- Benthomangelia bandella (Dall, 1881)[4]
- Benthomangelia brachytona (Watson, 1881)[5]
- Benthomangelia brevis Sysoev & Ivanov, 1985[6]
- Benthomangelia celebensis (Schepman, 1913)[7]
- Benthomangelia decapitata Bouchet & Warén, 1980[8]
- Benthomangelia enceladus Figueira & Absalão, 2010
- Benthomangelia gracilispira (Powell, 1969)[9]
- †Benthomangelia grippi (Anderson, 1964)
- Benthomangelia macra (Watson, 1881)[10]
- †Benthomangelia praegrateloupi Lozouet, 2017
- Benthomangelia trophonoidea (Schepman, 1913)[11]
- †Benthomangelia venusta (Peyrot, 1931)

Espécies trazidas para a sinonímia
- Benthomangelia diomedeae A.E. Verrill & S. Smith, 1884: sinônimo de Benthomangelia antonia (Dall, 1881)
- Benthomangelia incincta R.B. Watson, 1881: sinônimo de Benthomangelia antonia (Dall, 1881)
- Benthomangelia innocens K.H.J. Thiele, 1925: sinônimo de Benthomangelia antonia (Dall, 1881)
- Benthomangelia subtrophonoidea Okutani, 1964:[12] sinônimo de Propebela subtrophonoidea (Okutani, 1964)